# Aldo Donati
Aldo Donati (Bolonha, 29 de setembro de 1910 - Roma, 3 de novembro de 1984 foi um futebolista italiano.

## Carreira
Conquistou a Copa do Mundo de 1938 com a Seleção Italiana de Futebol.